# Associazione Sportiva Dilettantistica Napoli Calcio Femminile 2012-2013
Questa voce raccoglie le informazioni riguardanti l'Associazione Sportiva Dilettantistica Napoli Calcio Femminile nelle competizioni ufficiali della stagione 2012-2013.

## Organigramma societario
Aggiornato al 25 settembre 2012.
- Raffaele Carlino - Presidente
- Luciano Cimmino - Presidente onorario
- Flavio Dinacci - Vicepresidente
- Dario Festa, Marco Tammaro, Luca Esposito, Pino Carlino, Paolo Carlino -  Consiglieri
- Italo Palmieri - Direttore generale
- Bruno Moriello - Direttore sportivo
- Carlo Palmieri - Amministratore delegato
- Raffaele Riccio - Segretario
- Carlo Zazzera - Addetto stampa
- Walter Pettinati - Webmaster

- Geppino Marino - Allenatore
- Luca Sorrentino - Preparatore dei portieri
- Armando Troisi - Preparatore atletico
- Alessandro Riccio - Allenatore Primavera
- Eduardo Paudice - Allenatore Pro Calcio Donne
- Antonio Ingallinella - Allenatore Giovanissime
- Kulia Batashova-Nino Catalano - Allenatore Esordienti

- Mario Ausiello - Medico sociale
- Katia Giuliano - Fisioterapista
- Gianluca Santoriello - Masso-fisioterapista
- Carlo Ruosi - Ortopedico
- Letizio Lupo - Analista
- Franco Di Stasio - Odontoiatra

## Rosa
Rosa aggiornata al 18 dicembre 2012..
| N.  |                     | Ruolo | Calciatrice                   |
| --- | ------------------- | ----- | ----------------------------- |
| 1   | Romania (bandiera)  | P     | Sabina Radu                   |
| 2   | Italia (bandiera)   | C     | Penelope Riboldi              |
| 3   | Italia (bandiera)   | D     | Manuela Rapuano               |
| 4   | Italia (bandiera)   | C     | Lara Barbieri                 |
| 5   | Italia (bandiera)   | D     | Paola Di Marino               |
| 6   | Italia (bandiera)   | D     | Roberta Filippozzi            |
| 7   | Italia (bandiera)   | D     | Valentina Esposito (capitano) |
| 8   | Germania (bandiera) | C     | Caterina Kensbock             |
| 9   | Italia (bandiera)   | D     | Emanuela Schioppo             |
| 9+1 | Italia (bandiera)   | C     | Roberta Giuliano              |
| 10  | Italia (bandiera)   | A     | Maria Caramia                 |
| 11  | Italia (bandiera)   | A     | Valeria Pirone                |

| N. |                        | Ruolo | Calciatrice            |
| -- | ---------------------- | ----- | ---------------------- |
| 17 | Italia (bandiera)      | D     | Antonella Morra        |
| 18 | Italia (bandiera)      | C     | Alessandra Barreca     |
| 21 | Italia (bandiera)      | P     | Valentina Casaroli     |
| 22 | Italia (bandiera)      | D     | Gioia Masia            |
| 32 | Italia (bandiera)      | A     | Valentina Giacinti     |
| 45 | Italia (bandiera)      | A     | Roberta Diodato        |
| 88 | Italia (bandiera)      | C     | Michela Franco         |
| 99 | Italia (bandiera)      | D     | Martina Canonico       |
|    | Italia (bandiera)      | D     | Ramona De Rosa         |
|    | Stati Uniti (bandiera) | C     | Maria Lubrano Lavadera |
|    | Italia (bandiera)      | A     | Veronica Privitera     |
|    | Giappone (bandiera)    | C     | Emi Yamamoto           |

## Calciomercato

### Sessione estiva
| Acquisti | Acquisti           | Acquisti                | Acquisti   |
| R.       | Nome               | da                      | Modalità   |
| -------- | ------------------ | ----------------------- | ---------- |
| P        | Valentina Casaroli | Roma CF                 | definitivo |
| D        | Antonella Morra    | Torres                  | definitivo |
| D        | Gioia Masia        | Graphistudio Tavagnacco | definitivo |
| C        | Lara Barbieri      | Riviera di Romagna      | definitivo |
| C        | Alessandra Barreca | Roma CF                 | definitivo |
| C        | Michela Franco     | Torino                  | definitivo |
| C        | Penelope Riboldi   | Graphistudio Tavagnacco | definitivo |
| A        | Valentina Giacinti | Atalanta                | definitivo |

| Cessioni | Cessioni             | Cessioni     | Cessioni   |
| R.       | Nome                 | a            | Modalità   |
| -------- | -------------------- | ------------ | ---------- |
| D        | Marcella Bentivoglio | Napoli C5    | definitivo |
| D        | Anna Rizzo           | Real Marsico | prestito   |
| C        | Sara Taddeo          | Lazio CF     | prestito   |
| C        | Daniela Longo        | Salernitana  | definitivo |
| A        | Rossella Vitale      | Napoli C5    | definitivo |

### Sessione invernale
| Acquisti | Acquisti               | Acquisti   | Acquisti   |
| R.       | Nome                   | da         | Modalità   |
| -------- | ---------------------- | ---------- | ---------- |
| C        | Emi Yamamoto           | Pali Blues | definitivo |
| C        | Maria Lubrano Lavadera | svincolata | definitivo |
| A        | Veronica Privitera     | Acese      | definitivo |

| Cessioni | Cessioni | Cessioni | Cessioni |
| R.       | Nome     | a        | Modalità |
| -------- | -------- | -------- | -------- |

## Risultati

### Serie A

#### Girone di andata
| Arbitro: | Matteo D'Ambrogio (Frosinone) |

|            |           |               |
| Pirone 21’ | Marcatori | 35’ Maddaleni |

| Arbitro: | Calogero Modica (Lecco) |

|                 |           |  |
| Scarpellini 70’ | Marcatori |  |

| Arbitro: | Francesco Luciani (Roma) |

|                              |           |  |
| Manieri 1’ Iannella 32’, 42’ | Marcatori |  |

| Arbitro: | Antonio Severino (Campobasso) |

|                     |           |  |
| Giuliano 59’ (rig.) | Marcatori |  |

| Arbitro: | Enrico Bertozzi (Cesena) |

|                               |           |  |
| Rosucci 10’ Bonansea 19’, 90’ | Marcatori |  |

| Napoli 27 ottobre 2012, ore 14:30 CEST 6ª giornata | Napoli                      | 0 – 0 referto | Chiasiellis | Stadio Arturo Collana (100 ca. spett.)\| Arbitro: \| Giovanni Ayroldi (Molfetta) \| |
| Arbitro:                                           | Giovanni Ayroldi (Molfetta) |               |             |                                                                                     |

| Arbitro: | Pietro Lattanzi (Milano) |

|  |           |              |
|  | Marcatori | 24’ Giacinti |

| Arbitro: | Giovanni Salamone (Sapri) |

|              |           |               |
| Giuliano 87’ | Marcatori | 70’ Perobello |

| Arbitro: | Simone Degli Esposti (Bologna) |

|             |           |                        |
| Orlandi 46’ | Marcatori | 40’ Caramia 91’ Pirone |

| Arbitro: | Fabio Natilla (Molfetta) |

|                                                                  |           |             |
| Giacinti 2’ Giuliano 15’ Caramia 19’ Pirone 24’ Diodato 48’, 50’ | Marcatori | 34’ De Luca |

| Arbitro: | Matteo Perissinotto (San Donà di Piave) |

|                                         |           |                 |
| Camporese 7’ Zuliani 28’ Tommasella 42’ | Marcatori | 54’, 76’ Pirone |

| Arbitro: | Gioacchino Cimino (Sala Consilina) |

|                                                      |           |             |
| Caramia 13’, 58’ Pirone 20’ Giacinti 45’ Diodato 92’ | Marcatori | 66’ Caccamo |

| Arbitro: | Mohamed El Hadi (Rovereto) |

|                              |           |              |
| Gabbiadini 35’ Capelloni 36’ | Marcatori | 60’ Giacinti |

| Arbitro: | Marco Carrelli (Campobasso) |

|                                                         |           |              |
| Caramia 10’ (rig.) Giacinti 32’ Pirone 67’ Yamamoto 82’ | Marcatori | 95’ Marchese |

| Arbitro: | Giuseppe Gabriele Bertelli (Busto Arsizio) |

|                              |           |              |
| Ricco 71’ Carminati 85’, 91’ | Marcatori | 82’ Yamamoto |

#### Girone di ritorno
| Arbitro: | Marco Guarnieri (Empoli) |

|  |           |                          |
|  | Marcatori | 72’, 88’ (rig.) Yamamoto |

| Arbitro: | Marco Lorenzo Ciccone (Ariano Irpino) |

|            |           |  |
| Pirone 24’ | Marcatori |  |

| Napoli 26 gennaio 2013, ore 14:30 CEST 18ª giornata | Napoli                          | 0 – 0 referto | Torres | Stadio Arturo Collana (500 ca. spett.)\| Arbitro: \| Eduart Pashuku (Albano Laziale) \| |
| Arbitro:                                            | Eduart Pashuku (Albano Laziale) |               |        |                                                                                         |

| Arbitro: | Stefano Lorenzin (Castelfranco Veneto) |

|           |           |                           |
| Lavia 57’ | Marcatori | 88’ Giacinti 91’ Esposito |

| Arbitro: | Luigi Carella (Bari) |

|             |           |             |
| Barreca 85’ | Marcatori | 79’ Cernoia |

| Arbitro: | Stefano Zeviani (Legnano) |

|                                 |           |                   |
| Vicchiarello 45’ Milenkovič 48’ | Marcatori | 28’, 77’ Giacinti |

| Arbitro: | Michele Somma (Castellammare di Stabia) |

|                                                                                 |           |              |
| Giacinti 3’, 63’ Pirone 13’, 70’ Yamamoto 32’ Giuliano 88’ (rig.) Privitera 91’ | Marcatori | 65’ Barberis |

| Arbitro: | Riccardo Turchet (Pordenone) |

|               |           |                                                  |
| Perobello 68’ | Marcatori | 20’, 47’, 83’ Giacinti 37’ Barbieri 91’ Yamamoto |

| Arbitro: | Antonio Severino (Campobasso) |

|                           |           |  |
| Giacinti 73’ Giuliano 81’ | Marcatori |  |

| Arbitro: | David Capelli (Bergamo) |

|  |           |                   |
|  | Marcatori | 43’, 50’ Giacinti |

| Arbitro: | Enrico Leo (Roma) |

|              |           |           |
| Barbieri 66’ | Marcatori | 2’ Parisi |

| Arbitro: | Jacopo Mosconi (Perugia) |

|             |           |              |
| Caccamo 41’ | Marcatori | 78’ Yamamoto |

| Napoli 20 aprile 2013, ore 15:00 CEST 28ª giornata | Napoli | 0 – 0 | Bardolino Verona | Stadio Arturo Collana |

| Roma 27 aprile 2013, ore 15:00 CEST 29ª giornata | Lazio CF | 0 – 0 | Napoli | Centro Polisportivo "La Borghesiana" |

| Napoli 4 maggio 2013, ore 15:00 CEST 30ª giornata                                                                            | Napoli    | 8 – 0 | Como 2000 | Stadio Arturo Collana |
| \| \| \| \| \| Yamamoto 12’, 32’ Schioppo 16’ Cortesi 20’ (aut.) Pirone 28’, 91’ Giacinti 84’ Caramia 86’ \| Marcatori \| \| |           |       |           |                       |
| |           |       |           |                       |
| Yamamoto 12’, 32’ Schioppo 16’ Cortesi 20’ (aut.) Pirone 28’, 91’ Giacinti 84’ Caramia 86’                                   | Marcatori |       |           |                       |

### Coppa Italia
| Cassino 2 settembre 2012, ore 15:30 CEST Trentaduesimi                                       | Caira     | 0 – 5 [http://www.mondosportivo.net/calcio/femminile/coppa-italia-cinquina-del-napoli-5-0-al-caira-tra-sette-giorni-sfida-alla-lazio-per-gli-ottavi referto] | Napoli | Stadio Gino Salveti (200 ca. spett.) |
| \| \| \| \| \| \| Marcatori \| 4’, 13’ Riboldi 28’ (aut.) Zullo 57’ Giacinti 85’ Barbieri \| |           | |        |                                      |
|                                                                                              |           | |        |                                      |
|                                                                                              | Marcatori | 4’, 13’ Riboldi 28’ (aut.) Zullo 57’ Giacinti 85’ Barbieri                                                                                                   |        |                                      |

| Arbitro: | Battistelli (L'Aquila) |

|  |           |                      |
|  | Marcatori | 29’ Morra 77’ Pirone |

| Arbitro: | Antonio Dan Campanella (Venosa) |

|                                                  |           |                    |
| Pirone 12’ Giuliano 44’ Giacinti 52’ Diodato 90’ | Marcatori | 34’ (rig.) Lazzara |

| Arbitro: | Marco Carrelli (Campobasso) |

|                      |           |  |
| Lubrano Lavadera 13’ | Marcatori |  |

| Arbitro: | Nicola Zizza (Finale Emilia) |

|                                    |           |  |
| Brumana 7’ Camporese 18’ Mauro 45’ | Marcatori |  |

## Statistiche

### Statistiche di squadra
Statistiche aggiornate al 5 giugno 2013
| Competizione | Punti | In casa | In casa | In casa | In casa | In casa | In casa | In trasferta | In trasferta | In trasferta | In trasferta | In trasferta | In trasferta | Totale | Totale | Totale | Totale | Totale | Totale | DR  |
| Competizione | Punti | G       | V       | N       | P       | Gf      | Gs      | G            | V            | N            | P            | Gf           | Gs           | G      | V      | N      | P      | Gf     | Gs     | DR  |
| ------------ | ----- | ------- | ------- | ------- | ------- | ------- | ------- | ------------ | ------------ | ------------ | ------------ | ------------ | ------------ | ------ | ------ | ------ | ------ | ------ | ------ | --- |
| Serie A      | 52    | 15      | 8       | 7       | 0       | 38      | 8       | 15           | 6            | 3            | 6            | 21           | 21           | 30     | 14     | 10     | 6      | 59     | 29     | +30 |
| Coppa Italia | 0     | 2       | 2       | 0       | 0       | 5       | 1       | 3            | 2            | 0            | 1            | 7            | 3            | 5      | 4      | 0      | 1      | 12     | 4      | +8  |
| Totale       | -     | 17      | 10      | 7       | 0       | 43      | 9       | 17           | 8            | 3            | 7            | 28           | 24           | 35     | 18     | 10     | 7      | 71     | 33     | +38 |

### Statistiche dei giocatori
Statistiche aggiornate al 5 giugno 2013
| Giocatore           | Serie A  | Serie A | Serie A     | Serie A    | Coppa Italia | Coppa Italia | Coppa Italia | Coppa Italia | Totale   | Totale | Totale      | Totale     |
| Giocatore           | Presenze | Reti    | Ammonizioni | Espulsioni | Presenze     | Reti         | Ammonizioni  | Espulsioni   | Presenze | Reti   | Ammonizioni | Espulsioni |
| ------------------- | -------- | ------- | ----------- | ---------- | ------------ | ------------ | ------------ | ------------ | -------- | ------ | ----------- | ---------- |
| L. Barbieri         | 26       | 2       | 3           | 0          | 3            | 1            | 0            | 0            | 29       | 3      | 3           | 0          |
| A. Barreca          | 26       | 1       | 0           | 0          | 4            | 0            | 0            | 0            | 30       | 1      | 0           | 0          |
| M. Canonico         | 0        | 0       | 0           | 0          | 2            | 0            | 0            | 0            | 2        | 0      | 0           | 0          |
| M. Caramia          | 24       | 6       | 3           | 0          | 2            | 0            | 0            | 0            | 26       | 6      | 3           | 0          |
| V. Casaroli         | 16       | -19     | 1           | 0          | 1            | 0            | 0            | 0            | 17       | -19    | 1           | 0          |
| P. Di Marino        | 16       | 0       | 2           | 1          | 2            | 0            | 0            | 0            | 18       | 0      | 2           | 1          |
| R. Diodato          | 5        | 3       | 0           | 0          | 3            | 1            | 0            | 0            | 8        | 4      | 0           | 0          |
| V. Esposito         | 28       | 1       | 5           | 0          | 5            | 0            | 0            | 0            | 33       | 1      | 5           | 0          |
| R. Filippozzi       | 20       | 0       | 3           | 0          | 3            | 0            | 2            | 0            | 23       | 0      | 5           | 0          |
| M. Franco           | 19       | 0       | 2           | 0          | 1            | 0            | 0            | 0            | 20       | 0      | 2           | 0          |
| V. Giacinti         | 29       | 17      | 3           | 0          | 5            | 2            | 0            | 0            | 34       | 19     | 3           | 0          |
| R. Giuliano         | 28       | 5       | 5           | 0          | 5            | 1            | 1            | 0            | 33       | 6      | 6           | 0          |
| C. Kensbock         | 18       | 0       | 0           | 0          | 0            | 0            | 0            | 0            | 18       | 0      | 0           | 0          |
| M. Lubrano Lavadera | 5        | 0       | 0           | 0          | 2            | 1            | 0            | 0            | 7        | 1      | 0           | 0          |
| G. Masia            | 23       | 0       | 2           | 0          | 4            | 0            | 1            | 0            | 27       | 0      | 3           | 0          |
| A. Morra            | 29       | 0       | 4           | 0          | 4            | 1            | 0            | 0            | 33       | 1      | 4           | 0          |
| V. Pirone           | 27       | 12      | 9           | 0          | 4            | 2            | 0            | 0            | 31       | 14     | 9           | 0          |
| V. Privitera        | 10       | 1       | 0           | 0          | 1            | 0            | 0            | 0            | 11       | 1      | 0           | 0          |
| S. Radu             | 14       | -9      | 0           | 1          | 4            | -4           | 0            | 0            | 18       | -13    | 0           | 1          |
| M. Rapuano          | 9        | 0       | 2           | 0          | 2            | 0            | 0            | 0            | 11       | 0      | 2           | 0          |
| P. Riboldi          | 7        | 0       | 1           | 0          | 4            | 2            | 0            | 0            | 11       | 2      | 1           | 0          |
| E. Schioppo         | 16       | 1       | 1           | 0          | 4            | 0            | 1            | 0            | 20       | 1      | 2           | 0          |
| E. Yamamoto         | 18       | 9       | 0           | 0          | 2            | 0            | 0            | 0            | 20       | 9      | 0           | 0          |